# Volo Eastern Air Lines 212
Lo schianto del volo Eastern Air Lines 212 fu il volo controllato contro il suolo di un Douglas DC-9 durante l'avvicinamento all'Aeroporto Internazionale di Charlotte-Douglas in Carolina del Nord. L'incidente avvenne l'11 settembre 1974, uccidendo 72 delle 82 persone a bordo. Il volo di linea era partito dall'aeroporto municipale di Charleston a Chicago-O'Hare, con scalo intermedio a Charlotte.
Un'indagine del National Transportation Safety Board (NTSB) sull'incidente stabilì che la causa principale dell'incidente erano vari errori commessi dall'equipaggio.

## L'aereo e l'equipaggio
L'aereo coinvolto era un McDonnell Douglas DC-9-31 di cinque anni, registrato come N8984E e consegnato alla Eastern Air Lines il 30 gennaio 1969. Il capitano era il 49enne James E. Reeves, in servizio nella Eastern dal 1956. Contava 8.876 ore di volo, di cui 3.856 ore sul DC-9. Il primo ufficiale era il 36enne James M. Daniels Jr., assunto nel 1966 e che aveva accumulato 3.016 ore di volo, di cui 2.693 ore sul DC-9.

## L'incidente
La mattina dell'11 settembre 1974, durante un avvicinamento strumentale nella fitta nebbia mattutina, l'aereo si schiantò a più di tre miglia (5 km) dalla pista 36, uccidendo 72 degli 82 a bordo. Tredici occupanti sopravvissero all'impatto iniziale alle 7:34 EDT, incluso il primo ufficiale Daniels e un assistente di volo, ma tre di loro morirono per le gravi ustioni riportate. Uno dei primi sopravvissuti morì per le ferite 29 giorni dopo l'incidente. Tra le vittime c'era il vice presidente per gli affari accademici della Medical University of South Carolina, James William Colbert Jr., e due dei suoi figli; essi erano rispettivamente il padre e i fratelli del comico televisivo Stephen Colbert.

## Indagini e raccomandazioni sull'incidente
Durante le indagini su questo incidente gli investigatori esaminarono il registratore di suoni della cabina di pilotaggio (CVR) scoprendo che i piloti erano impegnati in conversazioni non necessarie e "non pertinenti" durante la fase di atterraggio, discutendo di argomenti "che vanno dalla politica alle auto usate". L'NTSB concluse che condurre tali chiacchiere non essenziali può distrarre i piloti dai loro compiti di volo durante le fasi critiche del volo, come l'avvicinamento ILS, e raccomandò alla Federal Aviation Administration (FAA) di stabilire regole ed addestrare i piloti a concentrarsi esclusivamente sui compiti di volo durante il volo a bassa quota. Questa regola, si realizzò in seguito, avrebbe dovuto essere applicata anche ai decolli, come dimostrò la mancanza di un ambiente sterile in cabina di pilotaggio prima dello schianto del volo Air Florida 90 il 13 gennaio 1982. La FAA, dopo più di sei anni di considerazione, finalmente pubblicò la Sterile Cockpit Rule nel 1981.
Un'altra possibile causa dell'incidente ipotizzata dall'NTSB durante l'ascolto del CVR era che l'equipaggio stava apparentemente cercando di localizzare a vista l'aeroporto di Charlotte, mentre eseguiva un avvicinamento strumentale nonostante la nebbia. Inoltre, un tentativo persistente di identificare visivamente la vicina torre del parco di divertimenti di Carowinds, conosciuta come "Torre Carowinds" dai piloti, che si eleva a un'altezza di 1.314 piedi (401 m) o 340 piedi (105 m) sopra il livello del suolo (AGL), potrebbe aver ulteriormente distratto e confuso l'equipaggio. Il primo ufficiale Daniels stava operando i controlli di volo e il comandante Reeves non ha menzionato l'altitudine neanche una volta, il che aggravò la quasi totale mancanza di consapevolezza dell'altitudine dei piloti.
Durante l'indagine venne sollevata la questione dell'infiammabilità dei tessuti dei vestiti dei passeggeri. C'erano prove che i passeggeri che indossavano articoli d'abbigliamento in fibra sintetica a doppia maglia hanno subito ustioni significativamente peggiori durante l'incendio post-incidente rispetto ai passeggeri che indossavano articoli in fibre naturali.
L'NTSB pubblicò il suo rapporto finale il 23 maggio 1975. L'ente concluse che l'incidente era stato causato dalla mancanza di consapevolezza dell'altitudine da parte dell'equipaggio e dalla scarsa disciplina in cabina di pilotaggio. L'NTSB rilasciò la seguente dichiarazione ufficiale di probabile causa per l'incidente: